# Торе Анунциата
Торе Анунциата (на италиански: Torre Annunziata) е град и община с 43 893 жители (1 април 2010) в провинция Неапол, регион Кампания, Южна Италия. От 1997 г. намиращият се там археологичен обект Villa Oplontis принадлежи към Световното културно наследство на ЮНЕСКО.
В града живеят 16 130 частни домакинства. Между 1991 и 2001 г. броят на населението намалява от 52 875 на 48 011. Това е спад от 9,2 %.

## Личности
Тук е роден филмовият продуцент Дино Де Лаурентис (1919–2010).